# Arsenide
Als Arsenide werden allgemein Arsenverbindungen bezeichnet, in denen sich das Arsen im Oxidationszustand −3 befindet, also das Arsenid-Ion As3− mit drei zusätzlichen Elektronen vorliegt. Diese können als Salze des giftigen Arsenwasserstoffs AsH3 betrachtet werden und sollten nicht mit den Arseniten und Arsenaten verwechselt werden. Weiterhin ist zu beachten, dass organische Verbindungen dieser Form als Arsine bezeichnet werden. Arsenide bilden kovalente und salzartige Strukturen aus.
Beispiele dafür sind so bekannte binäre oder ternäre Halbleitermaterialien wie Galliumarsenid und Aluminiumgalliumarsenid oder auch viele Mineralien, die das Arsenid-Ion als Hauptanion enthalten. Viele der Verbindungen setzen bei Einwirkung von Wasser oder Säuren Arsenwasserstoff frei.

## Beispiele für Arsenide
Verbindungen
- Borarsenid (BAs) oder Borsubarsenid (B12As2)
- Galliumarsenid (GaAs)
- Indiumarsenid (InAs)
- Natriumarsenid (Na3As)
- Nickelarsenid (NiAs)

Minerale
- Langisit CoAs
- Modderit CoAs
- Safflorit CoAs2
- Skutterudit CoAs3
- Paxit CuAs2
- Algodonit Cu6As
- Domeykit Cu3As
- Westerveldit FeAs
- Ferroskutterudit FeAs3
- Löllingit FeAs2
- Iridarsenit IrAs2
- Nickelin NiAs
- Krutovit NiAs2
- Pararammelsbergit NiAs2
- Rammelsbergit NiAs2
- Nickelskutterudit (Ni,Co,Fe)As3
- Maucherit Ni11As8
- Omeiit OsAs2
- Sperrylith PtAs2
- Cherepanovit RhAs
- Anduoit RuAs2
- Stibarsen SbAs